# 阿魯沙國家公園
阿魯沙國家公園位於非洲坦桑尼亞東北部阿魯沙區，佔地137平方公里，有不同種類的野生動物居住，常見動物包括長頸鹿、水牛、斑馬、疣豬、疣猴和火烈鳥，坦桑尼亞第二大高山梅魯火山也位於公園範圍內。

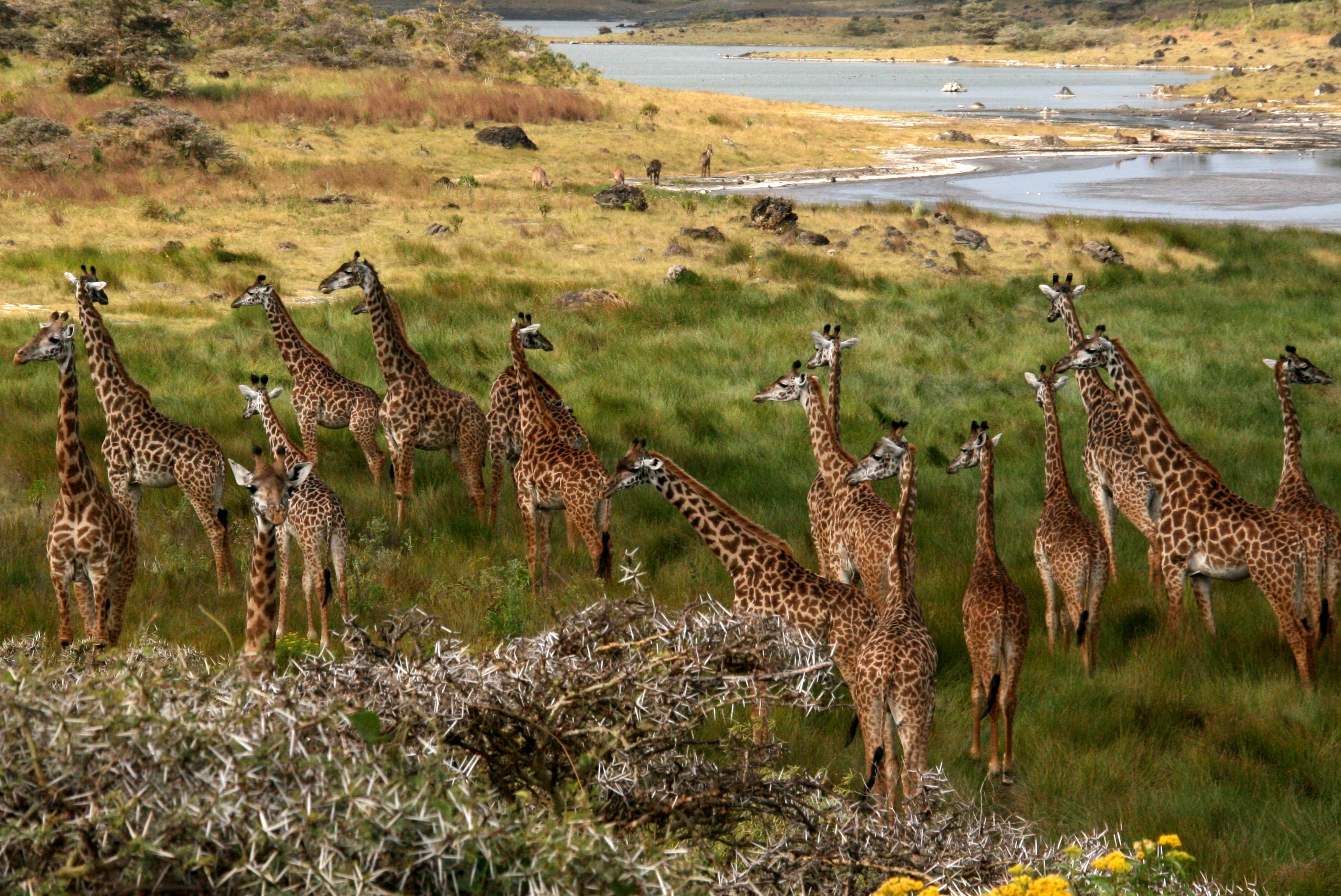
园内的长颈鹿

## 外部連結
- 坦桑尼亚国家公园管委会的相关页面（英文）